# Canadian Hot 100
Canadian Hot 100 představuje jeden z několika hudebních žebříčků vydávaných časopisem Billboard, jehož první verze byla vydána 16. června 2007. Obsahuje nejoblíbenější skladby hrané v Kanadě a je ekvivalentem americké hitparády Billboard Hot 100. Na sestavování žebříčku se podílí více než sto kanadských rozhlasových stanic. Stal se také prvním žebříčkem Billboardu zveřejňovaným mimo území Spojených států.
Premiérová skladba, která dosáhla na vrchol, byla „Umbrella“ od umělců Rihanny a Jay-Z.

## Skladby a umělci v hitparádě

### Kanadští umělci na vrcholu hitparády
- „Girlfriend“ – Avril Lavigne
- „I Believe“ – Nikki Yanofsky
- „Wavin' Flag“ – Young Artists for Haiti
- „Call Me Maybe“ – Carly Rae Jepsenová

### Čísla jedna hitparády při svém debutu
- „Crack a Bottle“ – Eminem, Dr. Dre a 50 Cent (21. února 2009)[1]
- „Today Was a Fairytale“ – Taylor Swift (20. února 2010)[2]
- „Wavin' Flag“ – Young Artists for Haiti (27. března 2010)[3]
- „Not Afraid“ – Eminem (22. května 2010)[4]
- „California Gurls“ – Katy Perry feat. Snoop Dogg (29. května 2010)[5]
- „Hold It Against Me“ – Britney Spears (29. ledna 2011)[6]
- „Born This Way“ – Lady Gaga (26. února 2011)[7]
- „Part of Me“ – Katy Perry (3. března 2012)[8]

### Umělci s největším počtem hitů na vrcholu
1. Katy Perry (7): „I Kissed a Girl“, „Hot N Cold“, „California Gurls“, „Firework“, „E.T.“, „Last Friday Night (T.G.I.F.)“, „Part of Me“
2. Rihanna (6): „Umbrella“, „Take a Bow“, „Love the Way You Lie“, „Only Girl (In the World)“, „S&M“ (remix), „We Found Love“
3. Britney Spears (5): „Gimme More“, „Womanizer, „3“, „Hold It Against Me“, „S&M“ (remix)
4. Lady Gaga (4): „Just Dance“, „Poker Face“, „Bad Romance“, „Born This Way“
5. Eminem (3): „Crack a Bottle, „Not Afraid, „Love the Way You Lie“
5. The Black Eyed Peas (3): „Boom Boom Pow“, „I Gotta Feeling“, „The Time (Dirty Bit)“
5. Pitbull (3): „I Like It, „On the Floor“, „Give Me Everything“
5. Flo Rida (3): „Low“, „Right Round“, „Wild Ones“

### Singly nejdéle na vrcholu hitparády
16 týdnů
- The Black Eyed Peas – „I Gotta Feeling“, 2009

14 týdnů
- OneRepublic feat. Timbaland – „Apologize“, 2007–2008

11 týdnů
- Rihanna feat. Calvin Harris – We Found Love“, 2011–2012

10 týdnů
- Maroon 5 feat. Christina Aguilera – „Moves Like Jagger“, 2011

9 týdnů
- Madonna feat. Justin Timberlake – „4 Minutes“, 2008
- Katy Perry – „I Kissed a Girl“, 2008
- Lady Gaga – „Poker Face“, 2008–2009
- Flo Rida – „Right Round“, 2009
- The Black Eyed Peas – „Boom Boom Pow“, 2009
- Katy Perry feat. Snoop Dogg – „California Gurls“, 2010
- Kesha – „Tik Tok“, 2009–2010

8 týdnů
- Flo Rida feat. T-Pain – „Low“, 2008

7 týdnů
- Eminem feat. Rihanna – „Love the Way You Lie“, 2010
- The Black Eyed Peas – „The Time (Dirty Bit)“, 2010–2011
- Lady Gaga – „Born This Way“, 2011

Poznámka: stav k březnu 2012.